# Hjalmar Johansson
Carl August Hjalmar Johansson (ur. 20 stycznia 1874 w Karlskronie, zm. 30 września 1957 w Sztokholmie) – szwedzki skoczek do wody i pływak. Dwukrotny medalista olimpijski.

## Życiorys
Wziął udział w igrzyskach międzyolimpijskich w 1906 w Atenach, gdzie zajął 6. miejsce w skokach do wody z wieży, 8. miejsce w pływaniu na 100 m stylem dowolnym, a także 19. miejsce w konkurencji lekkoatletycznej – skoku w dal z miejsca.
Na igrzyskach olimpijskich w 1908 w Londynie zwyciężył w skokach standardowych z wieży wyprzedzając innego Szweda Karla Malmströma, a w pływaniu na 200 m stylem klasycznym odpadł w eliminacjach.
Zdobył srebrny medal w skokach standardowych i dowolnych z wieży na igrzyskach olimpijskich w 1912 w Sztokholmie, przegrywając jedynie z Erikiem Adlerzem oraz zajął 4. miejsce w skokach standardowych z wieży.
W 1982 został wybrany do International Swimming Hall of Fame.